# Tercio de Gallegos

Teniente del Tercio de Gallegos.

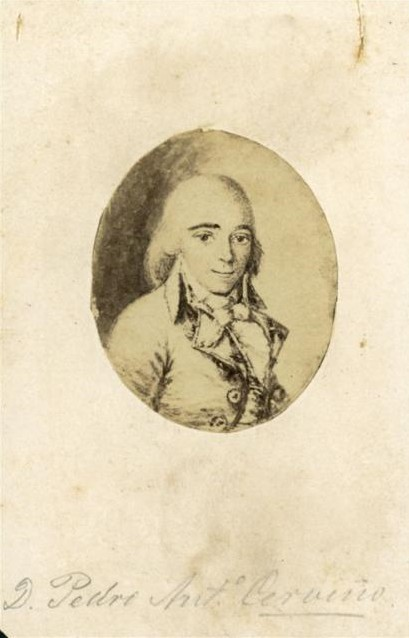
Pedro Antonio Cerviño.

El Tercio de Gallegos, conocido también como: Batallón de Voluntarios Urbanos de Galicia, Tercio de Voluntarios Urbanos de Galicia, Batallón de Galicia o Batallón de Voluntarios de Galicia, fue una unidad miliciana de infantería creada el 17 de septiembre de 1806 con voluntarios nacidos en Galicia residentes en Buenos Aires. Fue creado a causa de la primera de las Invasiones Inglesas al Virreinato del Río de la Plata y fue disuelto en enero de 1809 por su participación en la Asonada de Álzaga. Su primer jefe fue el ingeniero militar Pedro Antonio Cerviño oriundo de Campo Lameiro, Pontevedra. 

## Invasiones inglesas
El cuerpo se formó como respuesta a la proclama lanzada por Santiago de Liniers el 6 de septiembre de 1806, instando al pueblo a organizarse en cuerpos separados según su origen:

(...) Vengan, pues, los invencibles cántabros, los intrépidos catalanes, los valientes asturianos y gallegos, los temibles castellanos, andaluces y aragoneses; en una palabra, todos los que llamándose españoles se han hecho dignos de tan glorioso nombre.

Los voluntarios fueron reclutados sobre la base de la "Congregación del Apóstol Santiago el Mayor, de Hijos y Oriundos del Reyno de Galicia" y a la Escuela de Náutica, fundada por Cerviño. De la primera institución, una especie de asociación mutual gallega, provenía el segundo comandante del tercio, José Fernández de Castro, y la mayoría de los voluntarios. Fueron citados a presentarse en el Fuerte de Buenos Aires el 12 de septiembre de 1806.
El 17 de septiembre de 1806 presentaron el reglamento del batallón, aprobado el mismo día por Liniers y el 20 de septiembre por el cabildo de Buenos Aires. 

1º. Que este cuerpo tendrá el nombre de Tercio de Voluntarios de Galicia, y dos banderas; la una con el escudo de las reales armas de Castilla y León por un lado, y por el otro la cruz roja de Santiago, Patrón de las Españas; y la otra con las del Reyno de Galicia por un lado y por el otro las de esta ciudad de Buenos Ayres.
 2º. Que para que el Dios de las batallas bendiga las acciones militares del Tercio; por intercesión del mismo Santiago Apóstol, lo tendrá por patrón del propio cuerpo, pues como tal fue elegido por el unánimemente.
 3º. Que ha de tener por principales gefes un primero y segundo comandante, nombrados por el mismo cuerpo, y aprobados por la autoridad legitima.
 4º. Que cada compañía se compondrá de cincuenta hombres, con un capitán y un teniente, que serán nombrados por las respectivas compañías, y aprobados en iguales términos que los comandantes y además los sargentos y cabos necesarios á elección de sus oficiales.
Parte del Reglamento

Se estableció la elección por parte de la tropa del comandante y de los oficiales. La buena instrucción del cuerpo hizo innecesario que le fueran asignados soldados veteranos de la guarnición para instruirlo.

Que este cuerpo tendrá el nombre de Tercio de Voluntarios de Galicia, y dos banderas; la una con el escudo de las Reales Armas de Castilla y León por un lado, y por el otro la Cruz Roja de Santiago, Patrón de las Españas; y la otra con las del Reino de Galicia por un lado y por el otro las de esta Ciudad de Buenos Aires (...)

Sus banderas fueron bendecidas el 1 de noviembre en la catedral de Buenos Aires. 
De acuerdo al estado de fuerzas emitido por Liniers en octubre de 1806 el Tercio de Gallegos tenía 510 plazas. Contaba de 8 compañías fusileros y una de granaderos, de 60 hombres cada una, llegando a totalizar unos 600 hombres. Fue el segundo cuerpo miliciano en número de soldados luego del cuerpo de Patricios.
Durante el ataque británico a Buenos Aires del 4 de julio de 1807, el Tercio de Gallegos integró la División del Centro (Bandera Blanca), cubriéndose de gloria en el Retiro, donde la Compañía de Granaderos del tercio, sin municiones, logró romper el cerco británico a punta de bayoneta.

### Estado de fuerzas

Fusilero del Tercio de Gallegos

Estado de fuerza del cuerpo el 30 de junio de 1807 antes de partir a la acción: 536 hombres, de los cuales 17 estaban ausentes y 19 enfermos. El resto de los faltantes para completar los 600 hombres que tenía el cuerpo habían pasado a otras unidades.
- Plana mayor: (9 hombres)
  - Primer comandante: Pedro Antonio Cerviño.
  - Segundo comandante: José Fernández de Castro.
  - Ayudante mayor: Ramón de Pazos.
  - Abanderados con grado de tenientes: José de Puga, Antonio Paroli Taboada.
  - Capellán: Malchor Fernández.
  - Cirujano: Manuel Antonio Casal.
  - Comisario de víveres: Pablo Villarino.
  - Tambor de órdenes: Sebastián de Luque.
- Compañía de granaderos: (67 hombres)
  - Capitán: Jacobo Adrián Varela.
  - Teniente: Andrés Domínguez.
  - Subteniente: José Díaz de Hedrosa.
  - Sargento primero: Francisco García Ponte.
  - Sargentos segundos: Joaquín Noguera, Manuel Rodríguez Sánchez.
  - 61 soldados.
- 1° Compañía de fusileros:  (53 hombres)
  - Capitán: Agustín González Miguens.
  - Teniente: Luis de Rañal.
  - 3 sargentos (1 primero y 2 segundos).
  - 5 cabos (3 primeros y 2 segundos)
  - 43 soldados.
- 2° Compañía de fusileros: (46 hombres)
  - Capitán: Francisco Tomás Pereira.
  - Teniente: Manuel Gil.
  - 4 sargentos.
  - 3 cabos.
  - 37 soldados.
- 3° Compañía de fusileros: (50 hombres)
  - Capitán: Juan Sánchez Boado.
  - Teniente: José María Lorenzo.
  - 4 sargentos (2 primeros y 2 segundos).
  - 3 cabos (2 primeros y 1 segundo).
  - 41 soldados.
- 4° Compañía de fusileros: (57 hombres)
  - Capitán: Ramón López.
  - Teniente: José Ventura Quintas.
  - 4 sargentos (2 primeros y 2 segundos).
  - 3 cabos (2 primeros y 1 segundo).
  - 48 soldados.
- 5° Compañía de fusileros: (56 hombres)
  - Capitán: Juan Antonio Blades.
  - Teniente: Ramón Doldan.
  - 3 sargentos (2 primeros y 1 segundo).
  - 3 cabos (2 primeros y 1 segundo).
  - 48 soldados.
- 6° Compañía de fusileros: (49 hombres)
  - Capitán: Ramón Ximénez.
  - Teniente: Bernardino González Rivadavia.
  - 3 sargentos segundos.
  - 1 cabo segundo.
  - 43 soldados.
- 7° Compañía de fusileros: (54 hombres)
  - Capitán: Bernardo Pampillo.
  - Teniente: Antonio Rivera y Rammos.
  - 4 sargentos (2 primeros y 2 segundos).
  - 2 cabos (1 primero y 1 segundo).
  - 46 soldados.
- 8° Compañía de fusileros: (49 hombres)
  - Capitán: Lorenzo Santabaya.
  - Teniente: Pedro Trueba.
  - 4 sargentos (2 primeros y 2 segundos).
  - 2 cabos (1 primero y 1 segundo).
  - 41 soldados.
- Tambores:
  - 9 tambores.
  - 1 pito.

En las acciones de 1807 el cuerpo tuvo 22 muertos y 21 heridos.
Una vez derrotados los británicos, evacuaron la plaza de Montevideo el 9 de septiembre de 1807 cuando Francisco Javier de Elío llegó con el Regimiento de Voluntarios del Río de la Plata y el Regimiento de Cazadores de Infantería Ligera. Estos cuerpos fueron creados por Liniers para guarnecer la plaza de Montevideo y estaban integrados por milicianos de todos los cuerpos de Buenos Aires que quisieron alistarse para conservar su sueldo, el cual perderían al desmovilizarse los batallones a partir del 15 de agosto de 1807. El Tercio de Gallegos vio disminuida su fuerza por los soldados que pasaron a esas unidades. Entre ellos estaba el ayudante mayor Ramón de Pazos, quien pasó a ser sargento mayor del Regimiento de Cazadores de Infantería Ligera.
El la relación de fuerzas emitida el 30 de septiembre de 1808 la plana mayor del Tercio de Gallegos y los capitanes eran:
- Plana mayor:
  - Primer comandante: Pedro Antonio Cerviño.
  - Segundo comandante: José Fernández de Castro.
  - Sargento mayor: Jacobo Adrián Varela.
  - Segundo ayudante: José de Puga.
  - Abanderado con grado de teniente: Antonio Paroli Taboada.
  - Capellán: Malchor Fernández.
  - Cirujano: Manuel Antonio Casal.
  - Comisario de víveres: Pablo Villarino.
  - Tambor de órdenes: Sebastián de Luque.
- Capitanes de las compañías:
  - Compañía de granaderos: Andrés Domínguez.
  - 1° Compañía de fusileros: Luis de Rañal.
  - 2° Compañía de fusileros: Manuel Gil.
  - 3° Compañía de fusileros: Juan Sánchez Boado.
  - 4° Compañía de fusileros: Ramón López.
  - 5° Compañía de fusileros: Juan Antonio Blades.
  - 6° Compañía de fusileros: Bernardino González Rivadavia.
  - 7° Compañía de fusileros: Bernardo Pampillo.
  - 8° Compañía de fusileros: Lorenzo Santabaya.

## Reconocimiento real
El 13 de enero de 1809 la Junta Suprema de Sevilla dispuso en nombre del rey premiar a los oficiales de los distintos cuerpos milicianos de Buenos Aires reconociendo los grados militares que se les había otorgado:

CUERPO DE GALLEGOS.

Grado de Teniente Coronel.—A los Comandantes don Pedro Antonio Cerviño y don José Fernandez de Castro.

De Capitán.—A los Capitanes don Jacobo Varela, don Tomás Pereira, don Juan Sánchez Boado, don Ramon López, don Juan Blades, don Ramón Jiménez, don Bernardo Pampillo, don Lorenzo Santabaya.

De Teniente.—A los Tenientes don Andrés Domínguez, don Luis Ranal, don Manuel Gil, don José María Lorenzo, don José Quintana, don Ramón Doldan, don Bernardino Ruidovra, don Antonio Rivera y Ramos, don Pedro Trueba, don Antonio Paroli Taboada, y al Ayudante don Juan Cid de Puga.

De Subteniente.—A los Subtenientes don José Díaz Hedrosa, don Francisco García Ponte, don Pedro Baliño, y á los de bandera don José Puga y don Cayetano Ellias.

## Asonada de Álzaga
Durante el intento de destituir al virrey Liniers ocurrido el 1 de enero de 1809 y conocido como asonada de Álzaga, el tercio estuvo entre las unidades que se opusieron al virrey, por lo que al ser dominada la rebelión el Tercio de Gallegos fue virtualmente disuelto y desarmado, y sus jefes arrestados. El 16 de mayo de 1809 una junta de guerra determinó que sus banderas fueran entregadas por el batallón y colocadas junto al retrato del rey en el fuerte de Buenos Aires y que los miembros del tercio dejaran de percibir sueldo con retroactividad al 1 de enero.
El nuevo virrey Baltasar Hidalgo de Cisneros dispuso el 22 de septiembre de 1809 la restitución del honor de los tercios involucrados en el movimiento del 1 de enero, amnistiando a los detenidos, pero no permitió su reconstitución al ser destinados a la reserva como parte de los batallones del Comercio.

4.° Los Cuerpos vizcaynos, catalanes y gallegos que en unión con los demás voluntarios de esta ciudad han hecho los más notables servicios a la Patria no han desmentido la elevada idea a que se han hecho acreedores por solo una parte muy corta de ellos que se separaron de sus deberes en aquella conmoción, y por lo tanto se les entregará por el sargento mayor de la plaza de las banderas y armas de que fueron despojados. Pero no debiendo subsistir estos cuerpos bajo sus antiguas denominaciones según el nuevo plan de fuerza armada que acaba de publicarse integrarán los batallones del Comercio, encargándose su arreglo al general comisionado como está prevenido.

## Actualidad
En 1995 fue recreada la unidad como conmemoración de su 190 aniversario, formándose como Guardia de Honor de la Escuela Nacional de Náutica.